# Dagny Mellgren
Dagny Mellgren, född den 19 juni 1978 i Ålgård, är en norsk före detta fotbollsspelare. Hon var en målfarlig anfallare, som på 96 A-landskamper för Norge gjorde 49 mål, och var med i det norska lag som vann OS-guld 2000. Hon slutade med fotbollen 2005.
Mellgren gjorde segermålet i OS-finalen i Sydney 2000, då Norge slog USA med 3–2 efter Golden goal. Hon var också med och vann EM-silver 2005, och gjorde mål i finalen mot Tyskland. Hon spelade också i VM 1999 och 2003 samt i EM 2001. Hon representerade under karriären klubbarna Arna Bjørnar, Boston Breakers (USA), Klepp och Ålgård. Hon blev skyttedrottning i amerikanska ligan 2003.